# Thekla-Schacht
Der Thekla-Schacht (auch Thekla-Blindschacht oder Rosenhöfer Blindschacht) war ein untertägiger und gleichzeitig tiefster Förderschacht auf dem Rosenhöfer Gangzug bei Clausthal-Zellerfeld.

## Geschichte
Mitte des 19. Jahrhunderts erkannte man die Notwendigkeit, die alten, tonnlägigen Schächte des Oberharzer Bergbaus gegen neue, seigere Schächte auszutauschen. Die Unterhaltung der alten Schächte war inzwischen sehr kostenintensiv geworden, insbesondere da das Voranschreiten in immer größere Teufen komplizierte Förderverfahren voraussetzte. Ab 1868 teufte man den Ottiliae-Schacht als neuen Hauptförderschacht ab und dehnte die bereits vorhandene Erzkahnförderung auf der Tiefen Wasserstrecke bis zum neuen Schacht aus.
Zu dem Zeitpunkt wurden die Erze im Rosenhöfer Revier zunächst im Rosenhöfer Schacht auf die 440 Meter unter Tage befindliche 11. Strecke und von dort im Silbersegener Schacht auf die Talsohle gehoben, von wo man sie zum Ottiliae-Schacht transportierte, um sie dort in einem Nebentrum zu Tage zu fördern. Problematisch war auch, dass sich die Erzmittel immer weiter nach Osten einschoben.
Häufiges Umladen und eine große Anzahl von Bergleuten verursachten unnötige Kosten. Das Einholen von Förderausfällen oder die Erhöhung der Produktion waren unmöglich, vor allem aufgrund der Erzkähne, deren Geschwindigkeit bei maximal 0,2 m/s lag. Aus diesen Gründen entschied man sich, die Tiefste Wasserstrecke als neue Sammelförderstrecke einzurichten. Diese wurde über die Grube Rosenhof zum Ottiliae-Schacht durchgetrieben und der Schacht zwischen 1900 und 1905 weiter auf das Niveau der Tiefen Wasserstrecke abgeteuft. Anschließend warf man den Rosenhöfer Schacht ab.
Als Ersatz teufte man ab 1905 den Thekla-Schacht 300 m östlich des Rosenhöfer Schachts von der Tiefsten Wasserstrecke aus ab. Auf der Tiefsten Wasserstrecke wurden drei Sammelpunkte eingerichtet und die bereits vorhandene Förderung mit einer Grubenbahn ausgebaut. Da die Belegschaft des Rosenhöfer Reviers den Ottiliae-Schacht zum Ein- und Ausfahren nutzte, wurden spezielle Leuteförderwagen konstruiert.
In den nachfolgenden 25 Jahren erreichte der Thekla-Schacht seine maximale Teufe von 242 Metern auf dem Niveau der 23. Strecke und übernahm die Förderung der Erze von sechs Strecken unterhalb der Tiefsten Wasserstrecke.
1930 wurde der Betrieb des Schachtes und sämtlicher anderer Gruben um Clausthal-Zellerfeld aufgrund der Weltwirtschaftskrise und damit einhergehenden niedrigen Metallpreisen eingestellt. Der Schacht ist heutzutage abgesoffen.

## Technische Beschreibung
Um die Betriebskosten nicht weiter zu erhöhen und die vorhandene Wasserkraft der neuen Erzaufbereitung Clausthals vollständig zur Verfügung zu stellen, entschied man sich für eine elektrische Förderung. Da man unterschiedliche Maschinen, Wasserturbinen und Gasmotoren an ein gemeinsames Netz anschließen musste, wurde 500 V Gleichstrom gewählt. Dies hatte auch den Vorteil, während Pausen nicht benötigte Energie in Akkumulatoren zu speichern.
Am Schacht wurde ein Verdichter und eine Förderhaspel aufgestellt. Bei dem Verdichter handelte es sich um einen zweistufigen Einzylinderkompressor (Neues System Meyer) für Riemenantrieb, der bei 250 mm Kolbenhub und 180/min 435 m³ Luft ansaugte und auf 6 at komprimierte. Der Kraftbedarf an der Kompressorwelle betrug 46 bis 47 PS; der Motor hatte 820/min bei 425 V.
Die Förderhaspel war auf eine Schachtteufe von 200 m und einen bis zu 750 kg schweren Förderkorb ausgelegt. Das Drahtseil hatte einen Durchmesser von 22 mm. Die Trommelwelle der Haspel trug zylindrische Trommeln mit einer Breite von 1,25 Meter. Sie wurde über zwei Stirnräderpaare von der Vorlegewelle angetrieben, die wiederum über ein Zahnrad und Rohhauritzel vom Motor angetrieben wurde. Die Manövrierbremse wirkte auf die Vorlegewelle, die Sicherheitsbremse auf die Trommelwelle. Man orientierte sich an den Sicherheitseinrichtungen, wie man sie schon im Ottiliae-Schacht eingebaut hatte. Der Motor der Förderhaspel war ein einpoliger Gleichstrom-Nebenschlussmotor (425 V, 350/min, 47 PS Dauerbetrieb, 90 PS Beschleunigungsperiode).